# Nystagmus
Nystagmus er en ufrivillig, rykvis bevægelse af øjet. Det ses almindeligvis som symptom ved flere forskellige sygdomme, herunder multipel sklerose og hjerneskader, men kan også indikere sjældnere sygdomme som for eksempel aniridi.